# Pal-Anders Ullevalseter
Pal-Anders Ullevalseter (7 december 1968) is een Noors motorcrosser. Hij is een privérijder en rijdt op een KTM
Ullevalseter begon met crossen in 1987. Zijn eerste Enduro-race reed hij in 1992. In 2000 verreed Ullevalseter zijn eerste rallyraid (de UAE Desert Challenge) en hij kwam voor het eerst aan de start van de Dakarrally in 2002. In 1998 en 2000 werd hij Europees kampioen Enduro. In 2002 werd hij 9e in Parijs-Dakar; hiermee was hij de beste amateur van het deelnemersveld. In 2003 werd hij 7e in de Dakarrally. Hij werd dat jaar 5e in de rally van Tunesië en in de UAE Desert challenge. In deze Desert Challenge won hij zijn eerste etappe ooit in een rallyraid. In 2004 werd hij 5e in de Dakarrally. Hij eindigde dat jaar ook als eerste in de Rallye des Pharaons. Mede hierdoor werd hij eerste in de eindstand van de wereldbeker rallyraid van dat jaar. In 2005 moest hij na een val in de 10e etappe van de Dakarrally opgeven. Door die val was hij lang geblesseerd. Pas tien maanden later stond hij terug aan de start van een rally. In 2006 werd hij 6e in Parijs-Dakar. Hij werd ook 2e in de Rallye des Pharaons en 3e in de rally van Tunesië. In de eindstand van de wereldbeker eindigde hij als 3e. In 2007 eindigde hij als 4e in de Dakarrally. Tijdens de Dakarrally van 2012 won Ullevalseter de afsluitende etappe naar Lima. Hij eindigde op een zesde plaats in het algemeen klassement, op 55 minuten van de winnaar.